# Campionat d'Europa de natació de 1950
El Campionat d'Europa de natació de 1950 va ser la setena edició del Campionat d'Europa de natació. La competició es va disputar entre el 20 i el 27 d'agost de 1950 a Viena, Àustria.

## Medaller
País amfitrió 
| Posició | País          | Or | Plata | Bronze | Total |
| 1       | França        | 4  | 6     | 2      | 12    |
| 2       | Països Baixos | 4  | 4     | 3      | 11    |
| 3       | RFA           | 4  | 2     | 2      | 8     |
| 4       | Suècia        | 2  | 2     | 2      | 6     |
| 5       | Dinamarca     | 1  | 1     | 4      | 6     |
| 6       | Bèlgica       | 1  | 0     | 0      | 1     |
| 7       | Àustria       | 0  | 1     | 0      | 1     |
| 8       | Iugoslàvia    | 0  | 0     | 3      | 3     |
| Total   | Total         | 16 | 16    | 16     | 48    |

## Resultats

### Salts
Proves masculines
| Proves               | Or                  | Or     | Plata                  | Plata  | Bronze                          | Bronze |
| Trampolí de 3 metres | Hans Aderhold · RFA | 183.68 | Guy Hernandez · França | 174.66 | Werner Sobeck · RFA             | 167.88 |
| Palanca              | Günther Haase · RFA | 158.13 | Werner Sobeck · RFA    | 141.54 | Thomas Christiansen · Dinamarca | 140.94 |

Proves femenines
| Proves               | Or                         | Or     | Plata                      | Plata  | Bronze                           | Bronze |
| Trampolí de 3 metres | Madeleine Moreau · França  | 155.58 | Nicole Pellissard · França | 140.64 | Birte Christoffersen · Dinamarca | 129.63 |
| Palanca              | Nicole Pellissard · França | 85.67  | Alma Staudinger · Àustria  | 82.38  | Birte Christoffersen · Dinamarca | 82.31  |

### Natació
Proves masculines
| Proves                       | Or                                                                            | Or      | Plata                                                                   | Plata   | Bronze                                                                          | Bronze  |
| 100 metres lliures           | Alexandre Jany · França                                                       | 57.7    | Göran Larsson · Suècia                                                  | 59.4    | Joris Tjebbes · Països Baixos                                                   | 1:00.3  |
| 400 metres lliures           | Alexandre Jany · França                                                       | 4:48.0  | Jean Boiteux · França                                                   | 4:50.1  | Hans-Günther Lehmann · RFA                                                      | 4:51.2  |
| 1.500 metres lliures         | Hans-Günther Lehmann · RFA                                                    | 19:48.2 | Jean Boiteux · França                                                   | 19:48.4 | Jo Bernardo · França                                                            | 20:06.7 |
| 100 metres esquena           | Göran Larsson · Suècia                                                        | 1:09.4  | Kees Kievit · Països Baixos                                             | 1:09.7  | Boris Škanata · Iugoslàvia                                                      | 1:10.8  |
| 200 metres braça             | Herbert Klein · RFA                                                           | 2:38.6  | Maurice Lusien · França                                                 | 2:40.9  | Bengt Rask · Suècia                                                             | 2:43.8  |
| relleus 4×200 metres lliures | Suècia · Tore Sjunnerholm · Per-Olof Östrand · Olle Johansson · Göran Larsson | 9:06.5  | França · Willy Blioch · Joseph Bernardo · Jean Boiteux · Alexander Jany | 9:10.0  | Iugoslàvia · Branko Vidovic · Andrej Kvinc · Mislav Stipetic · Marijan Stipetic | 9:12.7  |

Proves femenines
| Proves                       | Or | Or     | Plata                                                                   | Plata  | Bronze                                                                             | Bronze |
| 100 metres lliures           | Irma Heijting-Schuhmacher · Països Baixos                                                                 | 1:06.4 | Marie-Louise Linssen-Vaessen · Països Baixos                            | 1:07.1 | Greta Andersen · Dinamarca                                                         | 1:07.9 |
| 400 metres lliures           | Greta Andersen · Dinamarca                                                                                | 5:30.9 | Irma Heijting-Schuhmacher · Països Baixos                               | 5:31.2 | Colette Thomas · França                                                            | 5:37.4 |
| 100 metres esquena           | Ria van der Horst · Països Baixos                                                                         | 1:17.1 | Gertrud Herrbruck · RFA                                                 | 1:17.8 | Greetje Gaillard · Països Baixos                                                   | 1:17.9 |
| 200 metres braça             | Raymonda Vergauwen · Bèlgica                                                                              | 3:00.1 | Lies Bonnier · Països Baixos                                            | 3:01.8 | Jannie de Groot · Països Baixos                                                    | 3:02.2 |
| relleus 4×100 metres lliures | Països Baixos · Ans Massaar · Hannie Termeulen · Marie-Louise Linssen-Vaessen · Irma Heijting-Schuhmacher | 4:33.9 | Dinamarca · Greta Olsen · Ulla Madsen · Mette Petersen · Greta Andersen | 4:43.1 | Suècia · Marianne Lundqvist · Gisela Tidholm · Ingegard Fredin · Elisabeth Ahlgren | 4:44.7 |

### Waterpolo
| Prova             | Or            | Plata  | Bronze     |
| Waterpolo masculí | Països Baixos | Suècia | Iugoslàvia |